# 石塚 (郡山市)
石塚（いしづか）は、福島県郡山市に所在する字である。郵便番号は963-8825。

## 地理
郡山市役所本庁所管地域である旧郡山地区に属し、住所としては「郡山市字石塚」と表記される。北で道場、東で船場向、南東で外河原、南で田村町金屋、西で小原田、古川とそれぞれ隣接する。JR東日本郡山駅東側市街地に位置し、一級水系阿武隈川と支流の谷田川に挟まれた地区の中で西側の阿武隈川右岸部の一角を範囲とする。郡山中央工業団地中央部を擁し、域内は工場や物流施設が占める。芳賀に所在する郡山警察署芳賀交番、および堂前町に所在する郡山消防署本署がそれぞれ管轄にあたる。

### 河川・湖沼
一級水系阿武隈川水系
- 阿武隈川

## 世帯数と人口
2024年1月1日現在の世帯数と人口は以下の通りである。
| 町丁 | 世帯数 | 人口 |
| ---- | ------ | ---- |
| 石塚 | 0世帯  | 0人  |

## 小・中学校の学区
市立小・中学校に通う場合、学区は以下の通りとなる。
| 番地 | 小学校             | 中学校                 |
| ---- | ------------------ | ---------------------- |
| 全域 | 郡山市立芳賀小学校 | 郡山市立郡山第四中学校 |

## 交通

### 道路
- 一級市道59号金屋道場線
- 一般市道八作内小原田一丁目線
  - 細表橋

## 施設等
- 郡山中央工業団地
  - パナソニックインダストリー 郡山事業所
  - ホーコス 郡山事業所
  - ヨークベニマル 郡山第3ファクトリー
  - ヤマト運輸 郡山石塚営業所